# Pazius obtusus
Pazius obtusus is een schorpioenvliegachtigen uit de familie van de hangvliegen (Bittacidae). De wetenschappelijke naam van de soort is voor het eerst geldig gepubliceerd door Byers in 1957.
De soort komt voor in Costa Rica en Panama.